# Siêu mèo
Siêu mèo (tiếng Trung: 喵星人, tiếng Anh: Meow) là một bộ phim điện ảnh thuộc thể loại hài chính kịch – khoa học viễn tưởng của Hồng Kông – Trung Quốc ra mắt năm 2017 do Trần Mộc Thắng làm đạo diễn và sản xuất. Bộ phim có sự tham gia của các diễn viên gồm Cổ Thiên Lạc, Mã Lệ, Lưu Sở Điềm, Hoàng Tinh Nguyên và Thôi Gia Lạc. Đây là lần hợp tác thứ sáu giữa Cổ Thiên Lạc và Trần Mộc Thắng và là một trong những tác phẩm cuối cùng của vị đạo diễn người Hồng Kông. Ngoài ra, đây cũng là tác phẩm thứ hai của đạo diễn về đề tài tình cảm gia đình, sau Cô hiệu trưởng của năm đứa bé.
Phim chính thức ra rạp vào ngày 14 tháng 7 năm 2017 tại Trung Quốc và ngày 20 tháng 7 năm 2017 tại Hồng Kông. Tại Việt Nam, phim được khởi chiếu tại các cụm rạp trên toàn quốc từ ngày 21 tháng 7 năm 2017.

## Nội dung
Một triệu năm nay, có một sinh vật luôn trú ngụ trên trái đất chính là miêu tinh. Chúng đến từ một hành tinh xa xôi và hóa thân thành loài mèo, di tản khắp ngóc ngách trên Trái Đất. Với một vẻ ngoài đáng yêu cùng bộ óc thông minh, chúng dễ dàng chiếm được cảm tình của loài người. Chúng kiêu ngạo, bướng bỉnh, sống như những lão đại từng trải trên giang hồ. Sở dĩ họ làm như vậy là bởi vì vua của loài miêu tinh muốn xâm chiếm và mở rộng bờ cõi. Tuy nhiên, không một sứ giả nào ông ta phái đi mà quay trở lại báo cáo tình hình dù đã nhiều năm trôi qua, khiến cho kế hoạch của vua vẫn chưa thực hiện được.
Tây Lợi là một trong số chúng và là một miêu tinh chính hiệu. Cậu ta mang sứ mệnh lặn lội quãng đường dài tới Trái đất, nhưng lại gặp phải gia đình của Ngô Thủ Long (Cổ Thiên Lạc) và có một cuộc sống nhiều điều kì lạ giữa người và mèo. Lúc đầu, cậu chỉ mong muốn trú ngụ tạm để có kế hoạch mở rộng cuộc xâm lăng toàn diện trên Trái đất, nhưng càng về sau, tình cảm gia đình giữa họ và Tây Lợi trở nên thắm thiết hơn đã giúp cậu miêu tinh oai phong năm nào vứt bỏ mọi hỗn chiến để có cơ hội chơi thân với họ.

## Sản xuất

### Ý tưởng và phát triển
Từ việc phát hành phân đoạn hậu trường của bộ phim, ta có thể thấy rằng Trần Mộc Thắng đã thuật lại hoàn cảnh phát triển của tác phẩm:
| “                | Tôi vừa mới nhận được cuộc gọi từ Cổ Thiên Lạc. Anh bảo rằng mấy năm rồi chúng ta làm phim hành động nhiều, như thế sẽ làm chán khản giả nên bản thân anh ta mong muốn thử làm phim về gia đình với chủ đề là về loài mèo, mà con mèo đó phải siêu to khổng lồ. Từ đó mà tôi đã có ý tưởng để làm câu chuyện về loài mèo đến từ hành tinh khác. | ” |
| — Trần Mộc Thắng | |   |

### Hiệu ứng hình ảnh
Để tạo ra chú mèo Tây Lợi, ba công ty hiệu ứng hình ảnh (hai công ty từ Hồng Kông và một công ty từ Hàn Quốc) đã được sử dụng để tạo ra khoảng 1000 cú quay bằng hiệu ứng kỹ xảo, nổi bật hơn cả là họ sẽ phải thực hiên mô hình cấu tạo thân cơ thể của chú mèo bằng công nghệ hoạt hình máy tính.

## Diễn viên
| Diễn viên          | Vai diễn                             | Mô tả nhân vật |
| ------------------ | ------------------------------------ | --- |
| Cổ Thiên Lạc       | Ngô Thủ Long                         | Một cựu thủ môn nổi tiếng ở Hồng Kông với nhiều chiến lợi phẩm về thành tích, và là một người cha luôn quan tâm tới gia đình, dù anh có những ước mơ về kế hoạch làm giàu đầy kỳ lạ. |
| Mã Lệ              | Chu Lệ Châu                          | Một người mẫu vô danh không nhận được sự chú ý nhiều từ công chúng nhưng lại là một người mẹ luôn yêu thương gia đình. Cô thường không tin tưởng với những ý tưởng kinh doanh làm giàu của chồng, nhưng cô sẽ sẵn sàng tha thứ cho anh khi anh luôn sẵn lòng giúp đỡ họ trong những hoàn cảnh khó khăn nhất. |
| Lưu Sở Điềm        | Ngô Ưu Ưu                            | Cô con gái bé bỏng của Thủ Long và Lệ Châu. Ngay từ khi chào đời em đã bị liệt chân trái và phải lắp chân giả để có thể đi và làm được. Em rất thân với Tây Lợi. |
| Hoàng Tinh Nguyên  | Ngô Ưu Tài                           | Cậu con trai của Thủ Long và Lệ Châu và là anh trai của Ưu Ưu. Cậu có ước mơ trở thành một đạo diễn nhí tài ba qua mạng xã hội. Cậu cũng rất thân với Tây Lợi. |
| Vệ Thi Nhã         | Cô Lý                                | Giáo viên dạy thể dục của Uất Uất. |
| Nguyễn Triệu Tường | Ông Lâm                              | Ông trùm kinh doanh của Thủ Long luôn mắc chứng "hứa hươu hứa vượn". |
| Thảo Manh          | Biển Đồ Tam Nhân Tổ (Ba tên bịp bợm) | Ba tên cầm đầu của tổ chức làm ăn bất hợp pháp với những thủ đoạn mánh khóe, xiên xẹo nhằm đòi nợ từ gia đình Thủ Long. |
| Phùng Mẫn Hằng     | Người trả nợ                         | |
| Lâm Tử Thông       | Người trả nợ                         | |
| Lư Hải Bằng        | Người trả nợ                         | |
| Ngô Gia Long       | Bác sĩ                               | |
| Dương Thi Mẫn      | Cô Kim                               | Giáo viên chủ nhiệm của Uất Uất. |
| Thôi Gia Lạc       | Tây Lợi                              | Từng là một chiến binh mèo dũng mãnh được cử đến Trái đất để mở rộng bờ cõi, nhưng do thiết bị bị hư hỏng nặng trên đường đi nên cậu ta vô tình mất hết sức mạnh và bị hoán đổi thành một chú mèo béo ú, sau này cậu được gia đình Thủ Long nhận nuôi. Lúc đầu, cậu chỉ mong muốn trú ngụ tạm để có kế hoạch mở rộng cuộc xâm lăng toàn diện trên Trái đất, nhưng càng về sau, tình cảm gia đình giữa họ và Tây Lợi trở nên thắm thiết hơn đã giúp cậu vứt bỏ mọi hỗn chiến để có cơ hội chơi thân với họ. |

## Phát hành
Để quảng bá cho bộ phim, ngày 16 tháng 7 năm 2017, Cục Hiệp hội bảo vệ động vật Hồng Kông (viết tắt là SPCA) đã cho trình chiếu tác phẩm tại rạp phim The Metroplex (Tinh ảnh hội) nằm ở Trung tâm Triển lãm quốc tế vịnh Cửu Long (Cửu Long, Hồng Kông) nhằm để gây quỹ cho các động vật bị bỏ rơi, bị đối xử tàn tệ hoặc bị thương do tai nạn.
Phim chính thức ra rạp vào ngày 14 tháng 7 năm 2017 tại Trung Quốc và ngày 20 tháng 7 năm 2017 tại Hồng Kông.

## Tiếp nhận
Chỉ sau một tuàn công chiếu, phim thu về hơn HK$2.2 triệu ở Hồng Kông và hơn CN¥44.76 triệu ở Trung Quốc. Phim cũng thu về US$7.1 triệu trên thị trường quốc tế.